# 维勒佩尔迪
维勒佩尔迪（法語：Villeperdue，法語：[vilpɛʁdy] ⓘ）是法国安德尔-卢瓦尔省的一个市镇，位于该省南部，巴黎－波尔多铁路线上，属于图尔区。该市镇总面积11.95平方公里，2009年时的人口为973人。

## 人口
维勒佩尔迪人口变化图示